# Ластівка
Ластівка (Hirundo) — рід птахів родини ластівкових (Hirundinidae). Найпоширеніший вид — ластівка сільська (Hirundo rustica). Ластівка сільська в Україні гніздова, перелітна. Вона має довгий роздвоєний хвіст з глибоким вирізом, тонкі крила. У повітрі ця пташка здійснює запаморочливі акробатичні трюки. Ластівка має яскраве оперення — на спині блискуче пір'я, а черевце — біле. Довжина тіла 10—16 см, довжина крила 8,1—9,5 см, маса 17—27 г.
Ластівку сільську легко впізнати по яскравому, блискучому, синьо-сталевому оперенню з фіолетовим відливом і характерній формі хвоста з глибоким розрізом і довгим хвостовим пір'ям з боків. Влітку, заглянувши під дах хліва, майже завжди можна побачити приліплене до стелі характерне, схоже на чашу гніздо цієї пташки. Восени можна спостерігати за ластівками, що збираються у великі зграї перед відльотом на місця зимування її.

## Спосіб життя
Ластівка є перелітним птахом, тому восени вона залишає місця гніздувань і відлітає на південь. У помірному кліматі взимку цей птах не знайшов би достатньої кількості літаючих комах — свого основного корму. Ластівка линяє після повернення з місць зимування. Цим вона відрізняється від більшості інших перелітних птахів, линька в яких відбувається відразу ж після гніздування. Перед осінніми перельотами сільські ластівки об'єднуються у великі зграї, які можуть нараховувати декілька сотень, а іноді й тисяч птахів[джерело?]. Живуть колоніями по 20—30 пар, маючи будиночки тісно один до одного.

## Розмноження
Ластівка, за винятком періоду гніздування, веде колективний спосіб життя. У період розмноження вони живуть парами. У цей час пара охороняє свою невелику територію навколо гнізда. Нерідко під одним дахом хліва або будівлі гніздується відразу декілька пар. Шлюбний період у ластівок починається в травні. Під час спорудження гнізда обидва птахи збирають маленькі грудочки землі та змочують їх слиною. З цього матеріалу самка формує гніздо у вигляді чашки, яке облаштовують обидва птахи. Пташенята викльовуються через 13-18 днів. Корм для них добуває як самка, так і самець. У сприятливий рік ластівки можуть гніздуватися двічі або навіть тричі.

## Види
- Ластівка сільська (Hirundo rustica)
- Ластівка червоновола (Hirundo lucida)
- Ластівка ангольська (Hirundo angolensis)
- Ластівка південноазійська (H. tahitica)
- Ластівка австралійська (H. neoxena)
- Ластівка білогорла (Hirundo albigularis)
- Ластівка ниткохвоста (Hirundo smithii)
- Ластівка синя (Hirundo nigrita)
- Ластівка білокрила  (Hirundo leucosoma)
- Ластівка білохвоста  (Hirundo megaensis)
- Ластівка перлистовола  (Hirundo dimidiata)
- Ластівка довгохвоста (Hirundo atrocaerulea)
- Ластівка замбійська (H. nigrorufa)
- Ластівка ефіопська (H. aethiopica)
- Ластівка короткохвоста (H. domicola)

## Перекази та повір'я
Одним з найшановніших, так би мовити, в Україні птахів є ластівка. Це — Божа пташка (Київський повіт), створена вона Богом із землі (Ушицький та Латинський повіти). Благословив її Господь за те, що, коли розпинали Христа, ластівки крали цвяшки (Проскурівський повіт). Якщо ластівка в'є під чиєюсь стріхою гніздо, то це передвіщає щастя тій родині (Старобільський та Літинський повіти). Розоряти гніздо ластівки або драти їхні яйця — гріх: все обличчя у винних всіється веснянками, подібно до цяток на ластів'ячих яйцях (Літинський, Київський та Старобільський повіти). Щобільше, ластівка, щоб відомстити, попсує корову, для чого пролетить під коровою тричі — молоко почервоніє і його стане так мало, що навіть теля пропаде з голоду (Старобільський та Новомос-ковський повіти). Хто розорить гніздо ластівки і вб'є її пташенят, у того вона спалить хату, принісши з поля вогню (Харківський і Старобільський повіти). Щоб вивести з обличчя ластів'яче ряботиння (веснянки), потрібно, як уперше на весні побачиш ластівку, вмитися молоком і втертися тим рушником, у якому носили святити паску, — не тільки зійде ластів'яче ряботиння, а й станеш білолицим (Старобільський повіт). Або коли уперше побачиш навесні ластівку, треба тричі сказати: «Ластівко! Ластівко! На тобі веснянки, дай мені білянки!» (Подільська губернія). Декотрі, побачивши вперше навесні ластівку, беруть з-під правої ноги землі й помічають, якого кольору трапиться в ній вовна: такої масті й скотину треба тримати (Старобільський повіт). Якщо ластівки раптово відлітають з якої-небудь місцевості, то там слід неодмінно чекати мору на людей (Літинський повіт).
Якщо ластівка «напаскудить» комусь на голову, то голова в такого чоловіка вкриється шолудями (Літинський і Канівський повіти). Восени (в Латинському повіті 26 вересня за старим стилем) ластівки не відлітають на теплі води, у вирій, а зчеплюються лапками одна за одну, утворюючи довгу вервечку, і, за якусь провину, замерзають на цілу зиму у воді. А напровесні, коли скресне крига і зігріється вода, вони оживають і літають потім аж до Здвиження. Не раз, буцімто, витягали взимку неводами цілі в'язки зчеплених одна з одною мерзлих ластівок (Київський, Таращанський та деякі інші повіти).
Природне бажання пояснити деякі особливості зовнішнього вигляду ластівки та її суто ідеальну сімейність породило особливу досить зворушливу легенду про походження ластівок з палко закоханих одне в одного чоловіка й жінки (Олександрівський повіт). Жили собі, кажуть, чоловік і жінка. Чоловік одного разу щось різав і забруднив руки кров'ю, а жінка в цей час підійшла й так в'ється круг нього. Чоловік узяв її за підборіддя й лагідно промовив: «Ластівко ти моя!» — і при цьому поцілував. Тієї ж миті вони спурхнули й полетіли ластівками. Оце через те в ластівки й видно під горличком червоненьку плямочку. Не меншою повагою і любов'ю користується ластівка і в інших народів. У Чехії та Німеччині вона зветься «пташкою Божої матері»: вважають доброю ознакою, якщо ластівка влетить у вікно. Розорити гніздо ластівки чи вбити її — тяжкий гріх (Німеччина та Італія). І як кара за це, в корів тієї людини, що розорила гніздо, молоко обертається на кров або ж зовсім пропадає (Угорщина і Німеччина). Давні письменники свідчать, що навіть хижі птахи вважають ластівку священною. В Арріана ластівка попереджає Олександра Македонського про небезпеку.
У Дагестані розповідають, що богатирі заснували аул Цудаха з такого приводу. Зупинились вони одного разу на тому місці на ночівлю і ввіткнули прапор у землю біля свого вогнища. Прокинувшись уранці, богатирі побачили, що ластівки носять землю на кінець списа, до якого прикріплено було прапор, лагодять на ньому своє гніздо. Вчені пояснили це як добре знамення, і богатирі вирішили оселитися тут.
Ще одна легенда. Колись на землі жив страшний змій, який живився кров'ю тварин. Змій послав комара куштувати у тварин кров: язик у комара на той час був довшим, аніж тепер. Комар, помандрувавши по світу, повідомив змія, що найсолодша кров у коня. Змій посилає його на пошуки вдруге. Через якийсь час комар прилітає й каже, що людська кров солодша за кров усіх тварин на світі. Не встиг комар скінчити мови, як до нього підлетіла ластівка й відірвала в нього язика, щоб він не говорив на людину. Комар злетів і запищав. Змій розгнівався на ластівку і схопив її за хвіст. Ластівка вирвалась із рук змія, лишивши в них середину хвоста, і залишився в ластівки хвіст назавжди в такому вигляді, в якому він є нині.

## Факти
- Лише недавно, завдяки кільцюванню птахів, було підтверджено, що ластівки, які проводять літо в Центральній Європі, відлітають на зимування до Південної Африки;
- Під час перебування на місцях зимування (в Африці) ластівки харчуються не тільки летючими комахами, але й мурашками;
- Пісня ластівки складається з щебетання і переливчастих тонів, а закінчується свистом, що нагадує звук годинника, який заводять. Ластівка сільська співає у польоті й під час відпочинку, сидячи на дахах і телефонних кабелях;
- Вважається, що відома приказка «одна ластівка весни не робить» з'явилася ще в Стародавній Греції;
- Результати перегонів колісниць у Стародавньому Римі оголошувалися у Вольтеррі, що лежить на відстані 200 км від Риму, у такий спосіб: до ніг ластівки прив'язували кольори переможця і відпускали її.

## Ластівка як символ
Ластівка — один з українських народних символів.